# Ljubavi Džordža Vašingtona
Ljubavi Džordža Vašingtona je dramski tekst Mire Gavrana koji je inspirisao veliki broj pozorišnih predstava i jedan TV film iz 1998.godine.

## O delu
U delu su smo dva lica - Marta Vašington, žena Džordža Vašingtona i Silvija Karver - ljubavnica Džordža Vašingtona. Njihov uzajamni odnos određen je odnosom svake od njih prema voljenom muškarcu koji je nedavno preminuo.

## O piscu
Miro Gavran je rođen 1961. godine. Završio je dramaturgiju na Fakultetu dramskih umetnosti u Zagrebu. Poznat je po dramama u jednom činu, sa malim brojem likova i misaono napregnutom intimnom atmosferom među njima. Karakteristika njegovog dramskog rada su zvučna istorijska imena.

## O filmu
Film Ljubavi Džordža Vašingtona snimljen je 1998. godine. Režirao ga je Slobodan Radović. Ulogu Marte - Vašingtonove žene tumačila je Tanja Bošković, a ulogu Silvije - Vašingtonove ljubavnice tumačila je Dubravka Mijatović.

## O pozorišnoj predstavi
2002. godine, režiser Marin Milošević, režirao je pozorišnu predstavu Ljubavi Džordža Vašingtona po tekstu Mire Gavrana. Uloge su tumačile: Gordana Lukić - kao Marta Vašington i Latinka Perunović - kao Silvija Karver. Predstava je osvojila veliki broj nagrada.